# Круча де Жос (Вранча)
Круча де Жос (рум. Crucea de Jos) насеље је у Румунији у округу Вранча у општини Панчу. Oпштина се налази на надморској висини од 212 m.

## Становништво
Према подацима из 2002. године у насељу је живело 458 становника, од којих су сви румунске националности.